# Сражение при Вад-Расе

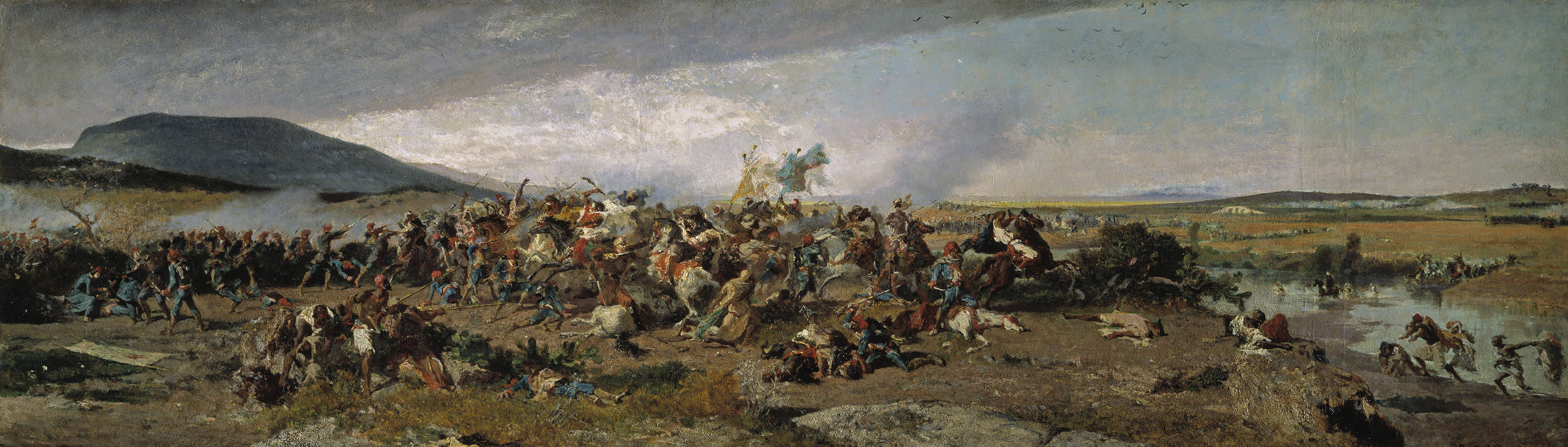
Картина Мариано Фортуни Сражение при Вад-Расе

Сражение при Вад-Расе (исп. Batalla de Wad-Ras) произошло 23 марта 1860 года во время Испано-марокканской войны (1859—1860). Испанские войска разгромили в долине Вад-Рас войска марокканского султана.
После завоевания в феврале 1860 года города Тетуан генерал Леопольдо О’Доннелл, премьер-министр правительства и военный министр, решил наступать на Танжер. 23 марта О’Доннелл, оставив в Тетуане гарнизон, во главе экспедиционного корпуса двинулся маршем в сторону Танжера.
Марокканцы, осознавая стратегическое значение атлантического порта, выходящего на Гибралтарский пролив, старались всеми силами перекрыть дорогу и стали оборонять мост через реку Бушеха (Бу-Сеха) у входа в ущелье Фондак. Испанцы взяли этот мост в штыковой атаке. Марокканцы попытались вернуть его. Испанцы выдержали первый штурм, но срочно нуждались в подкреплении. Главнокомандующий направил на поддержку батальоны «каталонских добровольцев», которые начали штыковую атаку на противника. Испанцы в контратаке потеряли половину своих людей, но смогли удержать мост.
Вслед за этим другие части под командованием генерала Хуана Прима последовательно заняли высоты, господствующие над долиной Вад-Рас, при этом потеряв половину своего состава. В результате испанцы стали хозяевами этих фланговых позиций, обеспечивших контроль над ущельем Фондак.
На рассвете следующего дня О’Доннелл приказал возобновить марш, чтобы развить успех, пересечь Фондак и достичь Танжера, захват которого, как он был уверен, решит конфликт. Но когда прозвучал сигнал горна, марокканский парламентёр, посланный султаном, обратился к испанскому командованию, чтобы предложить начать мирные переговоры. 26 апреля 1860 года в Тетуане был подписан Вад-Расский договор, положивший конец Африканской войне.